# (952) Caia
(952) Caia es un asteroide perteneciente al cinturón de asteroides descubierto el 27 de octubre de 1916 por Grigori Nikoláievich Neúimin desde el observatorio de Simeiz en Crimea.
Está nombrado por un personaje de Quo vadis?, novela de Henryk Sienkiewicz.